# ПФК Локомотив (София) през сезон 2015/16
2015/16 е 85-ият сезон в историята на Локомотив София и 1-вият извън А група след 62 поредни сезона в елита от 1952 година насам. Отборът е изпратен във В група, след като не получава лиценз за Лига Европа и А група. Николай Гигов се оттегля от клуба след 21 години начело. Новите собственици Кирил Льосков и Петър Касев не осигуряват финансиране на клуба и след две поредни неявявания е изхвърлен и от В група. Бивши легенди и локомотивци като Иван Василев, Бойчо Величков и Антон Велков решават да вземат нещата в свои ръце и учредяват ново дружество Локомотив 1929 (София), към което се присъединява и детско-юношеската школа на Локомотив (София). Отборът заявява участие в „А“ ОФГ София-град – „Север“ (4-ти ешелон) – най-ниското ниво за клубовете от София.
Отборът печели безапелационно своята 4-та дивизия с пълен актив точки, а след нови 3 победи в квалификациите влиза във „В“ Югозападна група.
| шампионат                    | кръг/фаза | дата       | час   | среща                                              | резултат | стадион                |
| ---------------------------- | --------- | ---------- | ----- | -------------------------------------------------- | -------- | ---------------------- |
| контрола                     |           | 29.08.2015 | 10:00 | Локомотив 1929 (София) – Легия (София)             | 7:0      | „Локомотив“, гр. София |
| контрола                     |           | 31.08.2015 | 18:00 | Локомотив 1929 (София) – БМ Спорт (София)          | 3:0      | „Локомотив“, гр. София |
| контрола                     |           | 02.09.2015 | 17:00 | Локомотив 1929 (София) – Академик 1947 (София)     | 3:0      | „Локомотив“, гр. София |
| контрола                     |           | 08.09.2015 | 18:00 | Локомотив 1929 (София) – Кремиковци (Кремиковци)   | 6:1      | „Локомотив“, гр. София |
| контрола                     |           | 16.09.2015 | 17:30 | Локомотив 1929 (София) – Банкя (Банкя)             | 7:1      | „Локомотив“, гр. София |
| контрола                     |           | 19.09.2015 |       | Вихър (кв. Требич, София) – Локомотив 1929 (София) | 1:7      | , гр. София            |
| контрола                     |           | 22.09.2015 | 17:00 | ФК Своге (Своге) – Локомотив 1929 (София)          | 1:3      | , гр. Своге            |
| „А“ ОФГ София-град – „Север“ | 1         | 26.09.2015 | 17:00 | Надежда (Доброславци) – Локомотив 1929 (София)     |          | „Локомотив“, гр. София |

| No | футболист | брой голове | брой мачове |
| -- | --------- | ----------- | ----------- |
|    |           |             |             |

| No | футболист |  |  |
| -- | --------- |  |  |
|    |           |  |  |